# Habomajské ostrovy
Habomajské ostrovy (rusky Хабомай [Chabomaj], japonsky 歯舞群島 [Habomai guntō], nebo 歯舞諸島 [Habomai šotō]) je skupina nejjižnějších ostrůvků Kurilského souostroví. V současnosti jsou pod správou Ruské federace, ale jsou, současně s ostrovy Iturup, Kunašir a Šikotan, nárokovány Japonskem.
V textech lze nalézt zjednodušený název Habomaj a často i nesprávnou interpretaci, že se jedná o jeden ostrov.
Ostrovy jsou s výjimkou ruské pohraniční stráže neobydlené, částečně i kvůli nejasné budoucnosti.

## Geografie
Ostrovy leží v bezprostředním sousedství ostrova Hokkaidó. Ruská geografie je spolu s ostrovem Šikotan zařazuje do Malého kurilského pásma. Japonská geografie tyto ostrovy ke Kurilám nepočítá.
Sestávají zhruba z deseti ostrůvků a skalisek, přičemž všechny ostrovy plochou větší než 1 km² uvádí tabulka níže.
| Název      | rusky      | japonsky              | plocha [km²] | nejvyšší bod [m n. m.] | zeměpisná šířka | zeměpisná délka |
| ---------- | ---------- | --------------------- | ------------ | ---------------------- | --------------- | --------------- |
| Polonskovo | Полонского | 多楽島 [Taraku-tó]    | 11,57        | 16                     | 43°38′          | 146°19′         |
| Zeljonyj   | Зелёный    | 志発島 [Šibocu-tó]    | 58,72        | 24                     | 43°30'          | 146°08'         |
| Tanfileva  | Танфильева | 水晶島 [Sujšódžima]   | 12,92        | 15                     | 43°26′          | 145°55′         |
| Jurij      | Юрий       | 勇留島 [Juri-tó]      | 10,32        | 44                     | 43°25′          | 146°04′         |
| Anučina    | Анучина    | 秋勇留島 [Akijuri-tó] | 2,35         | 33                     | 43°22′          | 146°00′         |
| Ďomina     | Дёмина     | 春苅島 [Harukari-tó]  | 0,7          | 34                     | 43°25′          | 146°10′         |

## Historie
Habomajské ostrovy byly objeveny a zmapovány v roce 1732 během ruské Velké severní expedice. Od roku 1807 se na ostrovech objevovali první japonští sběrači řas a rybáři.
Šimodská dohoda podepsaná mezi Ruskem a Japonskem v roce 1855 předala Habomajské ostrovy pod japonskou svrchovanost. V roce 1877 byla na ostrovech postavena první stálá japonská rybářská osada. V roce 1915 existovaly na ostrovech čtyři větší japonské rybářské osady, které se věnovaly nejen rybolovu, sběru řas a lastur, ale také chovu dobytka a koní. Na konci druhé světové války na ostrovech žilo cca 4 500 Japonců, z 95 % rybářů.
Habomajské ostrovy byly obsazeny sovětskou armádou v posledních dnech druhé světové války. Následně je Sovětský svaz anektoval v souladu s požadavky dohodnutými na jaltské konferenci se Spojenci, kterým za to přislíbil účast ve válce s Japonskem.
V roce 1956, po složitém vyjednávání společné sovětsko-japonské deklarace, která ukončila válečný stav mezi oběma stranami, Sovětský svaz přislíbil navrátit Habomajské ostrovy Japonsku spolu s ostrovem Šikotan. Má se tak stát po uzavření vzájemné mírové smlouvy. Přestože taková smlouva nebyla podepsána, byl tento slib obnovován během sovětsko-japonských a později rusko-japonských jednání. Japonsko při navrácení Habomajských ostrovů argumentuje, že nejsou součástí Kurilských ostrovů, ale že ve skutečnosti patří do prefektury Hokkaidó.

## Obyvatelstvo
Domorodí obyvatelé Habomajských ostrovů, Ainuové, byli po založení japonské správy souostroví (1855) deportování a nebo násilně asimilováni. V japonském období (1855–1945) byly Habomajské ostrovy, včetně malých ostrovů, hustě osídleny rodinami japonských rybářů, kteří zde také chovali dobytek. Během sovětského období se ostrovy staly součástí pohraniční oblasti a byly prohlášeny za chráněné.
V 21. století zde nesídlí žádní stálí civilní obyvatelé, avšak žijí tu po celý rok příslušníci ruské pohraniční stráže. Na Tanfilevově ostrově přebývá několik desítek sezónních pracovníků v rybářské základně Zorkaja.

## Podnebí
Souostroví má spíše mírné oceánské podnebí se studenými, dlouhotrvajícími větry. Je zde velmi chladné léto, podzim je celkem teplý a suchý, zima je mírnější, ale plná sněhu. Silný vítr zabraňuje v zimě vytvoření stabilní sněhové pokrývky, což oceňovali zejména japonští rolníci při chovu hospodářských zvířat. Průměrná lednová teplota na ostrovech je −5,2 °C. I v nejchladnějších zimních měsících teploty zřídka klesnou pod −6 °C. Rekordní minimum je −18 °C. Moře kolem ostrovů nezamrzá, ale během silné zimy od února do dubna se v okolí ostrovů objevuje naplavený plovoucí led z Ochotského moře. V létě na ostrovech hodně prší. Průměrná teplota v srpnu je +16,1 °C, což je vzhledem k vysoké vlhkosti vzduchu velmi příznivé pro lidi. Maximální zaznamenaná teplota v historii byla +28 °C.
Průměrné roční srážky zde dosahují 1000–1020 mm, což je podstatně méně než na nedalekém Šikotanu – 1240 mm/rok.

## Flóra a fauna
Habomajské ostrovy jsou pokryté rostlinnou vegetací. Nejsou zde žádné lesy, ačkoliv moderní archeologické vykopávky odhalily, že dříve na velkých ostrovech souostroví byl rozšířen Smrk Glehnův a byly také menší plochy březových lesů. Nedávné studie ukázaly, že louky získaly na ostrovech převahu nad lesy ve středním holocénu.
Na ostrovech bylo zaznamenáno 140 druhů ptáků, z toho asi 40 hnízdících.
Ve 21. století se na ostrovy vrátily mořské vydry.
Úžiny mezi ostrovy jsou mělké (2–8 m) a bohaté zejména na řasy a na tresky.